# Lobo (telenovela)
Lobo es una serie de televisión argentina  producida por Pol-ka y emitida por Canal 13 de lunes a jueves a las 23:30. Fue una adaptación a la pantalla chica de la legendaria historia del hombre lobo. Comenzó a emitirse el 6 de febrero de 2012 a las 22:30, en el prime time del canal, y terminó el 16 de mayo de 2012. La ficción cuenta con un elenco de renombre. Protagonizada por Gonzalo Heredia y Vanesa González. Coprotagonizada por Adrián Navarro, Laura Azcurra, Esteban Meloni, Marcelo De Bellis, Peto Menahem, Alan Sabbagh, Mariana Prommel, María Del Cerro, Alberto Ajaka, Victoria Almeida y Bimbo Godoy. Antagonizada por Luisana Lopilato, Esteban Pérez, Viviana Saccone y el primer actor Osvaldo Laport. También, contó con las actuaciones especiales de Luis Machín y la primera actriz Mónica Galán. Y las participaciones estelares de Romina Gaetani, Gerardo Romano y Norma Aleandro. No solo se limitó a abarcar lo que es el género dramático en sí, sino también la ciencia ficción y la aventura.

## Sinopsis
Lucas Moreno (Gonzalo Heredia) es el séptimo hijo varón de la familia Díaz Pujol. Su padre, Leopoldo Díaz Pujol (Gerardo Romano), al enterarse por una bruja (Norma Aleandro) que su hijo al cabo de cumplir 30 años de edad se convertiría en un hombre lobo, decide mandarlo a matar (ayudado por un empleado suyo de la estancia). Como el empleado no fue capaz ni tuvo la crueldad para pegarle un tiro, lo abandonó sobre un río metiéndolo dentro de un cajón. Allí fue encontrado por quien lo iría a criar durante gran parte de su vida.
Después de 30 años, Lucas vuelve a su pueblo natal en busca de la verdad, pero Ana (Vanesa González) se cruzará en su camino y juntos deberán luchar contra la ambición y el odio de los que quieren adueñarse de la fortuna de los Díaz Pujol. Además de enfrentar a su tío Lisandro Díaz Pujol (Osvaldo Laport), un cazador sin corazón, que llevará a cabo malvadas estrategias para descubrir quién es Lucas en realidad.

## Elenco

### Protagonistas
- Gonzalo Heredia como Lucas Moreno / Germán Díaz Pujol
- Vanesa González como Ana Linares / Díaz Pujol

### Elenco Protagónico
- Osvaldo Laport como Lisandro Díaz Pujol
- Luisana Lopilato como Victoria “Vicky” Robledo
- Adrián Navarro como Bruno Díaz Pujol
- Esteban Pérez como Andrés Díaz Pujol
- Laura Azcurra como Julia Linares de Díaz Pujol
- Esteban Meloni como Franco Díaz Pujol
- Viviana Saccone como Rebeca Solari de Díaz Pujol

### Elenco Principal
- Mónica Galán (†) como Lucía Nadal de Linares
- Marcelo De Bellis como Jorge Valencia
- Peto Menahem como Cristian “Malte” Castro
- Alan Sabbagh como Salvador Fuccile
- Mariana Prommel (†) como Ada
- María del Cerro como Florencia Mujica
- Alberto Ajaka como Yamir
- Victoria Almeida como Gabriela
- Bimbo Godoy como Emma Barbieri
- Elisa Carricajo como Maira Bolzchnzky
- José Meherez como Camilo
- Andrés Ciavaglia como Beto
- Cecilia Blanco como Sonia
- Marina Cohen como Gorosito
- Luis Machín como Toribio Páez de Toledo

### Participaciones
- Romina Gaetani como  Miranda Solari
- Gerardo Romano como Leopoldo Diaz Pujol
- Norma Aleandro como La Bruja
- Ingrid Pelicori como Isabel de Díaz Pujol
- Luciano Cazaux como Álvaro
- Mario Moscoso como Dr. Eduardo Pisani
- Martín Orecchio como Moncho
- Pablo Brichta como Dr. Ramiro Lafinour
- Martín Buzzo como Sebastián
- Alfredo Castellani como Ramon Paredes
- Fito Yanelli como Lambetti
- Fabián Talín como Doval
- Marcela Jove como Gladys
- Mario Galvano (†) como Daniel Hernández
- Mercedes Carreras como Amanda de Nadal
- Juan Palomino como Ricardo Cabral
- Déborah Warren (†) como Diana Rojas
- Michel Gurfi como Iván Lando
- Rita Terranova como Madre de Miranda
- Javier Castro como Valdéz

## Recepción
Según el Grupo IBOPE, en su debut promedió 21.6 puntos de índice de audiencia y fue lo más visto del día. 
Pero con el correr de los capítulos, el índice de audiencia fue bajando, llegando incluso a medir 10 puntos (muy bajo para el prime time de El trece). Por lo tanto se decidido levantar la novela en mayo de 2012. La ficción de Pol-ka competía directamente con Dulce Amor (Telefe) quien la duplicaba en índice de audiencia. Luego en su reemplazo llegó Soñando por Cantar, la ficción fue trasladada a las 23:15, mientras que la ficción de Telefe comenzaba entre las 23:00 y 23:15. Dado que Soñando por Cantar competía mejor con la ficción de Telefe, las autoridades de El trece veían el inminente fracaso, Y como última decisión decidieron enviarla a un horario más tarde, las 23:30, Lobo solo se enfrentaba a Dulce Amor unos minutos, ya que la ficción de El Trece en ocasiones comenzaba a las 23:40 aproximadamente.

## Temas musicales
1. Dame la llave de tu corazón - Cristian Castro
2. Cautivo de este amor - Marc Anthony
3. Ya no me dejes amor - Marcos French